# ذيل التنين (شبه الجزيرة)
ذيل التنين هو اسم حديث لشبه جزيرة وهمية في جنوب شرق آسيا والتي ظهرت في خرائط العالم العربي في العصور الوسطى وأوروبا عصر النهضة. وقد شكَّلت الساحل الشرقي للخليج الكبير [الإنجليزية] (خليج تايلاند) شرقي خيرسونيس الذهبية (شبه جزيرة ملايو)، لتحل محل "الأراضي المجهولة [الإنجليزية]" التي اعتقد بطليموس وآخرون أنها تحيط "بالبحر الهندي".

## الاسم
ظهرت شبه الجزيرة المعروفة لدى رسامي الخرائط المعاصرين باسم "ذيل التنين" أو "ذيل النمر" تحت أسماء مختلفة على خرائط مختلفة.

## التاريخ

إعادة بناء هوبرت داونشت للجزء من خريطة العالم للخوارزمي فيما يتعلق بالمحيط الهندي. ذيل التنين، أو الفتحة الشرقية للمحيط الهندي، والتي لا وجود لها في وصف بطليموس، تم تتبعها بتفاصيل قليلة للغاية على أقصى اليمين من خريطة الخوارزمي.

### التاريخ المبكر
لا تظهر شبه الجزيرة في أي مخطوطة باقية من جغرافيا بطليموس أو الجغرافيين اليونانيين الآخرين. بدلًا من ذلك، ثبتت لأول مرة في كتاب وصف الأرض المتأثر بالبطلمي والذي جمعه الخوارزمي حوالي عام 833. انتهت خريطة بطليموس عند 180 درجة شرق جزر المباركين دون أن يتمكن من تفسير ما قد يقع على الشاطئ الشرقي المتخيل للمحيط الهندي أو وراء أراضي الصين وشبه جزيرة الصين [الإنجليزية] في آسيا. ينسب المسلمون الصينيون تقليديًا إلى الصحابي سعد بن أبي وقاص الفضل في تأسيس مجتمع المسلمين إلى البلاد في وقت مبكر من القرن السابع؛ وقد تعرَّص هذا المجتمع التجاري لمذبحة واسعة النطاق في يانغتشو عام 760. أظهر التجار مثل سليمان للخوارزمي أن المحيط الهندي لم يكن مغلقًا كما زعم هيبارخوس وبطليموس، بل كان مفتوحًا بشكلين ضيق وواسع. ترك الخوارزمي معظم الساحل الشرقي لبطليموس، لكن إنشاء المضيق أدى إلى إنشاء شبه جزيرة جديدة، ووضع خلفها بحر الظلام وجزيرة الجوهرة.

### عصر الاكتشاف

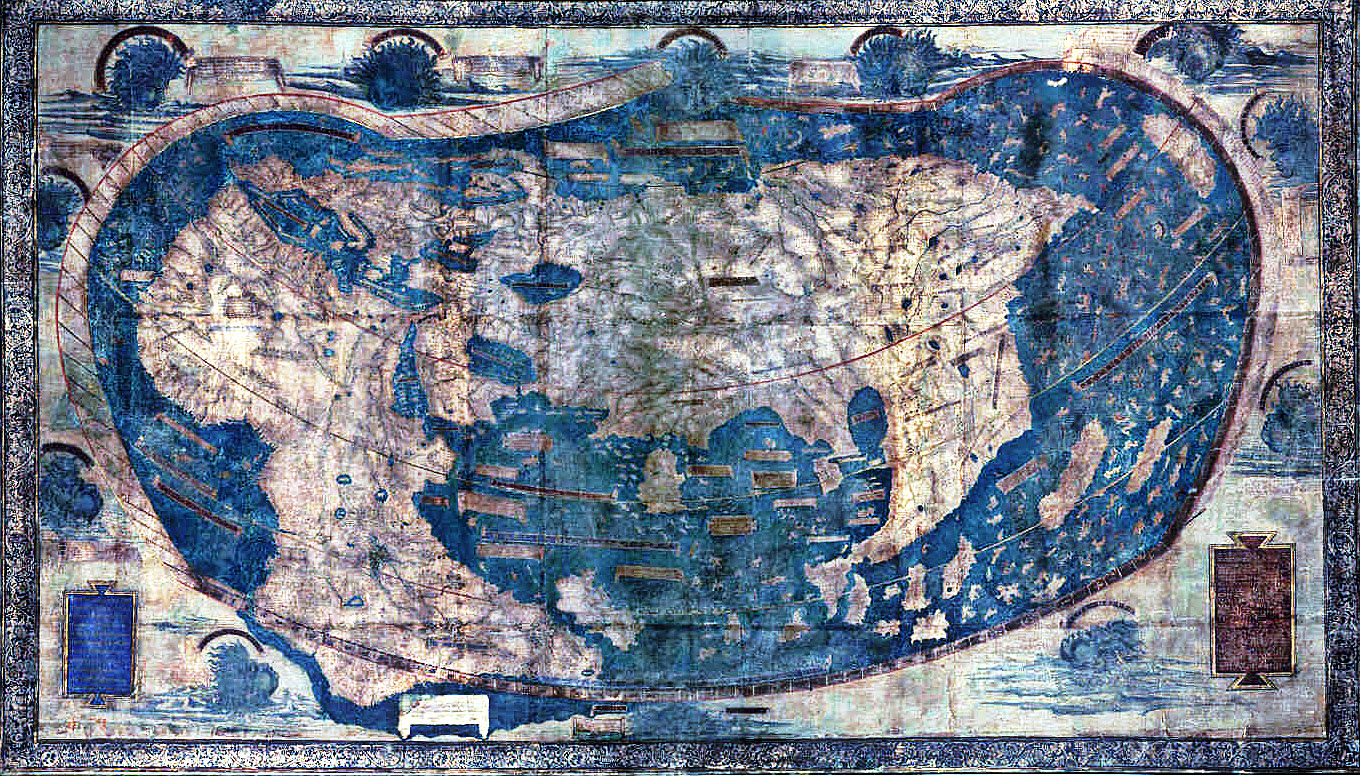
ق. 1490خريطة العالم لمارتيلوس، محفوظة في جامعة ييل، وهي أول خريطة بطلمية في أوروبا تتضمن ذيل التنين بدلًا من ترك المحيط الهندي غير ساحلي.

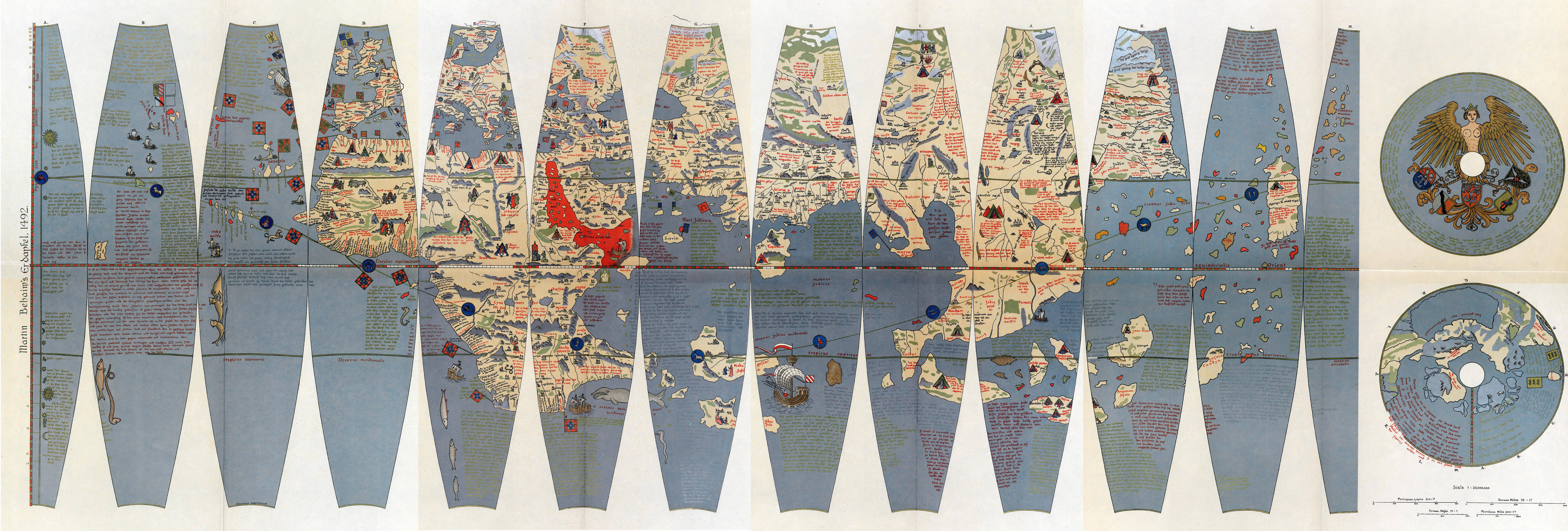
إردابفيل مارتن من بوهيميا

خريطة الكرة الأرضيةالتي تعود إلى عام 1502، والتي تظهر ذيل التنين متحدًا مع خيرسونيز الذهبي.

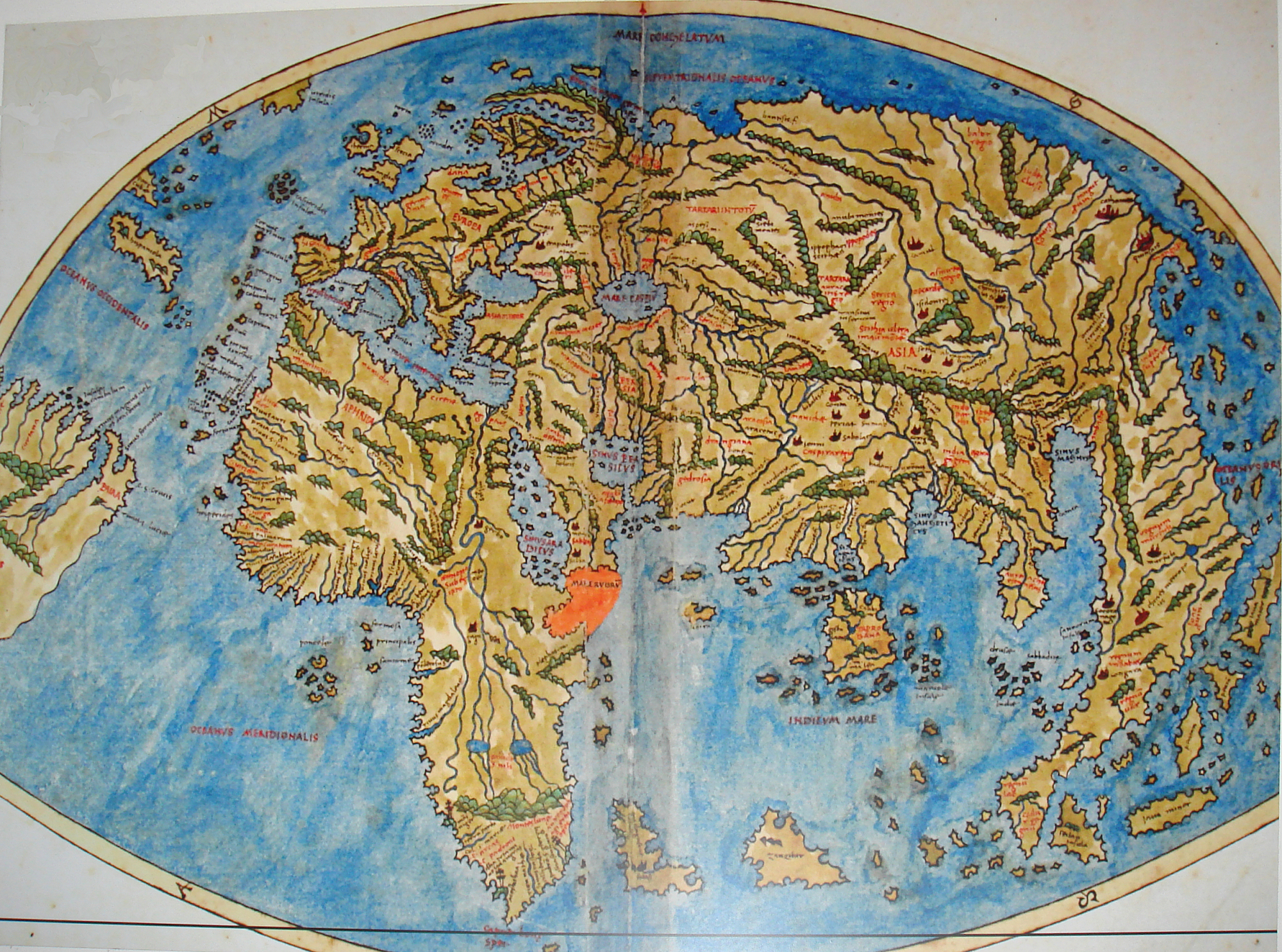
خريطة بييترو كوبو (1520) هي واحدة من آخر الخرائط التي تظهر ذيل التنين.

كان كريستوفر كولومبوس - على الأقل في البداية - يؤمن بوجود شبه الجزيرة، التي أدى موقعها والجزر المحيطة بها إلى تقصير المسافة المتوقعة من الساحل الأفريقي إلى شرق آسيا بشكل كبير. ربما كان قد وُجه بشكل مباشر من خلال خرائط مارثيلس. اعتبر كولومبوس نفسه قد وصل إلى تشامبا، والتي ظهرت بشكل بارز في ثلاثة نقوش على خريطة مارتيلوس عام 1491، وبدأ رسامو الخرائط في رسم الاكتشافات في أمريكا الوسطى على الشاطئ الشرقي لشبه الجزيرة الوهمية. اعتبر أميريغو فسبوتشي أيضًا أنه وصل إلى شبه الجزيرة هذه وليس إلى عالم جديد.
ظهر شكل آخر من شبه الجزيرة في خريطة كانتينو [الإنجليزية] التي تم تهريبها من البرتغال إلى دوق فيرارا عام 1502. لقد فقدت خريطة الخليج الكبير [الإنجليزية] ولا تزال شبه الجزيرة كبيرة جدًا، ولكنها اندمجت مع خيرسونيس الذهبي كتضاريس واحدة وانحنت أكثر نحو الشرق، متأثرة على ما يبدو بالمصادر العربية.
كان البرتغاليون على علم باحتمال عدم وجود شبه الجزيرة بعد فترة وجيزة من سقوط ملقا، عندما حصل ألبوكيرك على خريطة جاوية كبيرة لجنوب شرق آسيا. فُقدَت النسخة الأصلية على متن السفينة فول ديامار (بالإنجليزية: Froll de la Mar) بعد فترة وجيزة ولكن أُرسلَت نسخة مخطوطة بواسطة فرانسيسكو رودريجيز بدلًا منها كجزء من رسالة إلى الملك.  ومع ذلك، استمرت الخرائط المنشورة في تضمينها بأشكال مختلفة لمدة قرن آخر.

## التفاصيل
كان الطرف الجنوبي من شبه الجزيرة يُعرف اليوم عمومًا باسم رأس كاتيجارا [الإنجليزية].
تتضمن خرائط مارثيلوس [الإنجليزية] العالمية علامات تحدد مناطق الهند العليا (الهند العليا)، وشامبا (مقاطعة سيامبا)، وشامبا الكبرى (مقاطعة سيامبا ماجنا).

## طالع أيضًا
- مضيق ماجلان
- شبه الجزيرة الذهبية، شبه جزيرة شبحية أخرى ظهرت في خرائط العالم المبكرة والعصور الوسطى.

## ملحوظات
1. ↑  وأكد ألبوكيركي على موثوقية المعلومات بشكل خاص: "لقد ناقشت موثوقية هذه الخريطة مع الطيار وبيرو دالبويم حتى يتمكنوا من إبلاغ سموكم بالكامل؛ يمكنك أن تأخذ هذا "pedaço de padram" ["قطعة من الخريطة"] على قيمتها الظاهرية وعلى أنها تستند إلى معلومات سليمة، حيث أنها تظهر الطرق الحقيقية [التي يتبعها السكان المحليون] في طريق الذهاب والعودة".[12]

## الاستشهادات
1. ↑  Siebold (2011).
2. ↑  Wan، Lei (2017). The earliest Muslim communities in China. Qiraat. Riyadh: King Faisal Center for research and Islamic Studies. ج. 8. ص. 11. ISBN:978-603-8206-39-3. مؤرشف من الأصل في 2025-03-11.
3. ↑  Qi، Dongfang (2010). "Gold and Silver Wares on the Belitung Shipwreck". في Krahl، Regina؛ Guy، John؛ Wilson، J. Keith؛ Raby، Julian (المحررون). Shipwrecked: Tang Treasures and Monsoon Winds. Washington, DC: Arthur M. Sackler Gallery, Smithsonian Institution. ص. 221–227. ISBN:978-1-58834-305-5. مؤرشف من الأصل (PDF) في 2021-05-04. اطلع عليه بتاريخ 2021-03-05.
4. ↑  al-Khwārizmī (c. 833).
5. ↑  Rapoport & Savage-Smith (2008).
6. ↑  "Prominent Istrians: Pietro Coppo". Istria on the Internet. Istrian American Charities Association, Inc.
7. 1 2  Richardson (2011).
8. ↑  Miller (2014).
9. ↑  Lester (2009).
10. 1 2  Suárez (1999).
11. 1 2  Sollewijn Gelpke (1995).
12. ↑  Sollewijn Gelpke (1995), p. 80.

## روابط خارجية
- ج. خريطة العالم لمارتيلوس لعام ١٤٨٩ ونسختها السلبية في مكتبة بينيكي للكتب النادرة والمخطوطات بجامعة ييل